# Komitat Verőce
Komitat Verőce (węg. Verőce vármegye, chorw. Virovitička županija) – komitat Królestwa Węgier i Trójjedynego Królestwa Chorwacji, Slawonii i Dalmacji. W 1910 roku liczył 241 042 mieszkańców, a jego powierzchnia wynosiła 4810 km². Jego stolicą był Osijek.
Jego północną granicę wyznaczała Drawa, a część wschodniej Dunaj. Graniczył z komitatami Somogy, Baranya, Bács-Bodrog, Szerém, Belovár-Kőrös i Pozsega.